# Территория (фильм, 1978)
«Территория» — советский фильм режиссёра Александра Сурина по мотивам одноимённого романа Олега Куваева.
В прокате в ГДР — нем. Goldsucher In Der Arktis, премьера 13 июня 1980 года.

## Сюжет
Сюжет фильма повествует о тяжёлых поисках, разведке и последовавшем открытии месторождений золота на Чукотке в середине 1950-х годов на обширной Территории управления «Северстроя».

## В ролях
| Актёр             | Роль                                   |
| ----------------- | -------------------------------------- |
| Донатас Банионис  | «Будда» (Илья Николаевич Чинков)       |
| Владимир Летенков | Сергей Александрович Баклаков          |
| Юрий Шерстнёв     | Владимир Михайлович Монголов           |
| Евгений Герасимов | инженер-геолог Георгий Апрятин         |
| Нина Засухина     | Лидия Макаровна                        |
| Виктор Адеев      | инженер-геолог «Доктор» (Андрей Гурин) |
| Леонтий Полохов   | Клим Алексеевич Куценко                |
| Владимир Ломизов  | Салахов                                |
| Дмитрий Кузнецов  | Малыш                                  |
| Николай Волков    | Бог огня                               |
| Валентин Печников | Кефир                                  |
| Михаил Глузский   | министр Иван Сидорчук                  |
| Николай Засухин   | Робыкин                                |
| Александр Тавакай | старик Кьяе                            |
| Зоя Чооду         | дочь Кьяе Тамара                       |

## Съёмочная группа
- Автор сценария — Олег Куваев
- Режиссёр-постановщик — Александр Сурин
- Оператор-постановщик — Юрий Невский
- Художник-постановщик — Николай Поляков
- Композитор — Эдуард Артемьев